# Diploglossus legnotus
Espèce
Synonymes
- Celestus legnotus (Campbell & Camarillo, 1994)

Statut de conservation UICN

 LC  : Préoccupation mineure
Diploglossus legnotus est une espèce de sauriens de la famille des Diploglossidae.

## Répartition
Cette espèce est endémique du Mexique. Elle se rencontre dans les États de Puebla et du  Veracruz.

## Publication originale
- Campbell & Camarillo, 1994 : A new lizard of the genus Diploglossus (Anguidae: Diploglossinae) from Mexico, with a review of the Mexican and northern Central American species. Herpetologica, vol. 50, no 2, p. 193-209.